# Грейнджер, Уолтер
Уолтер Уиллис Грейнджер (англ. Walter Willis Granger; 7 ноября 1872, Middletown Springs, Вермонт — 6 сентября 1941, Ласк, Вайоминг) — американский палеонтолог. Участник ряда важнейших экспедиций, производивших результативные раскопки в Монголии, Китае, Египте и США. Исследовал ископаемые остатки динозавров и млекопитающих. Почётный доктор (1932).

## Биография
Родился в Вермонте. Был старшим в семье, в которой всего было пять детей. Работал в Американском Музее Естественной Истории.
Скончался в Вайоминге во время полевой экспедиции. Джордж Гейлорд Симпсон назвал его величайшим из когда-либо живших собирателей окаменелостей.
В музее после смерти Грейнджера был открыт зал его памяти.

### Личная жизнь
Был женат на своей кузине Анне (1874—1952). Детей у пары не было.

## Память
Палеоценовый фенакодонтид Lophocion grangeri из Вайоминга назван в честь Грейнджера, нашедшего голотип в 1912 году.